# Nicolae Comănescu
Nicolae Comănescu (n. 14 noiembrie 1968, Pitești) este un pictor român.

## Studii
- 1991-1998 Academia de Arte din București, clasa Profesorului Ion Sălișteanu
- Membru co-fondator al Grupului Rostopasca
- Între 1997-2001 Expune alături de Grupul Rostopasca

## Expoziții personale
- 2020 „Marea schemă generală a tuturor lucrurilor”, INVITRO, Cluj-Napoca
- 2015 „Ordeful, mezanplasul și harneala”, H'art Gallery, București, curator Ioana Marinescu
- 2014 „SAMBA dy must dye in this CITY”/ „Cineva trebuie să moară în acest oraș”, H'art Gallery, București, curator Dan Popescu;[2]
- 2014"Reabilitarea termică împotriva tuturor vicisitudinilor sorții soclului.", Intervenție pe soclul monumentului Lenin, Piața Scânteii, București, România. Proiect 1990, Curator Ioana Ciocan [3]
- 2013 „Dâmbovița”, ITARICON-Art Gallery, Dresda, Germania[4]
- 2012 „ON ROAD”, Galerie Petra Nostheide-Eÿcke, Düsseldorf, Germania
- 2012 „RHEIN”, Comanescus Gastatelier, Landeshauptstadt Düsseldorf - Kulturamt, Düsseldorf, Germany
- 2012 „DNA: Dust Narrative Analysis”/ Analiza Narativă a Prafului, Zorzini Gallery, București
- 2011 „Berceni”, Muzeul Național de Artă Contemporană, București, curator Ruxandra Balaci;
- 2010 "Praf și pulbere", H'art Gallery, București, curator Dan Popescu;
- 2009 Lansarea Catalogului „Trebuie să plec. Poate mă repet”, Nicolae Comănescu, Galeria If, București, Curator: Adrian Bojenoiu
- 2009 „3 în 1: Muștar, Cenușă și Noroi”,„Galeria 26”, București, Curator: Adrian Bojenoiu
- 2008 DUST 2.0 Paintings with dust/ Praf 2.0 Picturi cu praf, 26 Gallery, București
- 2007 Beach culture în Bercsenyi/, Paintings by Nicolae Comănescu/, KO.KE.M Gallery, Miercurea Ciuc, Csikszereda, România, Curator Ștefan Tiron
- 2006 "Beach Boy", Side A / Băiatul Plajei, Partea întâi - 26 Gallery, București, Curator: Andreiana Mihail
- 2006 "Beach Boy", Side B/Băiatul Plajei, Partea a doua - Atelier HAG Gallery, București, Curator: Andreiana Mihail
- 2005 Siemens_artLab, Wien, Austria.
- 2004 Grand Prix Remix, Muzeul Național de Artă Contemporană, Etaj 3/4 Gallery, București, Curator: Ștefan Tiron[5]
- 2003 Nofocus-DEMO, Trieste Contemporanea, Istituto Tommaseo, Trieste, Curator: Ruxandra Balaci[6]
- 2001 Lex Luthor Found Projects, Gad Photogallery/ Fundația Artexpo, București
- 2000 Briemberg algorithm/ Algoritmul lui Briemberg, împreuna cu Floe- Florin Tudor,  Galeria Atelier 35, București

## Expoziții de grup - selecție
- 2010 Badly Happy: Pain, Pleasure and Panic in Recent Romanian Art, San Francisco, curator Erwin Kessler[7]
- 2010 ZOOMANIA.RO, Muzeul Național de Artă Contemporană, București, curator Mihai Oroveanu
- 2006 Central; New Art from New Europe Sofia Art Gallery, Sofia/ Noua Artă pentru o Europă Nouă, Sofia
- 2005 Depot - "This is not an exhibition"/ Depozitul -„Aceasta nu este o expoziție”, Muzeul Național de Artă Contemporană, București, Curator: Mihai Oroveanu
- 2005 CENTRAL, New Art from New Europe, Eine Initiative von Siemens artLab und BA-CA Artforum, Tresor im BA-CA Kunstforum, Wien, organizat de Ernst Hilger Gallery, Viena
- 2004 Roumanie.exe, CNIT de La Defense, Paris, ESCO art contemporain and l'ESSEC Executive MBA Project. Curator: Andreiana Mihail
- 2004"Romanian artists (and not only) love the Ceausescus Palace?!/"Artiștii români (și nu numai), iubesc Palatul Ceaușeștilor? "Muzeul Național de Artă Contemporană , București , Curator: Ruxandra Balaci
- 2004 Central – New Art from New Europe, Salzburg, Graz, Sofia, Bucharest, Belgrade organized by Ernst Hilger Gallery, Wien/Noua Artă pentru o Europă Nouă, expoziție itinerată în Salzburg, Graz, Sofia, București și Belgrad, organizată de Galeria Ernst Hilger, Viena
- 2004 "VIDEOSPRITZ" Trieste Contemporanea, Istituto Tommaseo/"VIDEOSPRITZ" Institutul de Artă Contemporană  Nicolo Tommaseo din Trieste,
- 2004 Expoziție de Pictură românească contemporană, organizator din partea Comisiei Europene din Bruxelles, Gunter Verheugen  și Petra Erler;
- 2003 PREVIEWS-KalinderuMediaLab/Muzeul Național de Artă Contemporană, București, Curator: Ruxandra Balaci
- 2003 Emergent Art on the Romanian Art Scene-video-screening in MACRO, Roma. Curator: Ruxandra Balaci
- 2002 Creativity & cognition 2002, Loughborough University Art Gallery/ Crealivitate și Cunoaștere, Galeria de Artă a Universității din Loughborough, Anglia
- 2002 8th Venice Architecture Biennial, Romanian Pavilion/Bienala Internațională de Arhitectură de la Veneția, Pavilionul României
- 2001 Videotree, Firenze Trieste Contemporanea Central European Video Art presentation, Trieste
- 2001 Rostopasca insert in Context Network, 49 Venice Biennial, Romanian Pavilion / Grupul Rostopasca în cadrul Proiectului „Context Network”, Bienala Internațională de Artă de la Veneția, Pavilionul României, curator Alexandru Patatics
- 2001 Expoziție a Grupului Rostopasca, Galeria Atelier 35, București
- 2000 Transitionland, Muzeul Național de Artă Contemporană, București, Curator: Ruxandra Balaci
- 2000 Alianța Rostopasca/ Rostopasca Alliance, Centrul Ceh din București
- 2000„Bananas”/„Banane”, instalație-performance, Grupul Rostopasca, Festivalul de Artă Experimentală Periferic, Iași, România

## Grupul Rostopasca
- Adrian Guță:Rostopasca este cel mai vioi nucleu de artiști tineri din București, poate din România, în zilele noastre.[8]
- Adrian Guță: „Rostopasca“ – Angela Bontaș, Alina Buga, Nicolae Comănescu, Dumitru Gorzo, Alina Pențac, Florin Tudor, Mona Vatamanu – a fost un grup cu strategie și intervenții reprezentative pentru generația tânară la sfirsitul anilor ’90 și începutul deceniului următor: neoexpresionism și ecouri din graffiti, performances ludice, ironie, suport textual creând scenarii imaginare și intercalând clisee de limbaj marginal în decupaj de videoclip, criticism detașat și tentații deconstructiviste, manipularea kitsch-ului, cultivarea unui citadinism cu simpatii în direcția subculturii hip-hop; puseurile subversive schițând contururile unui underground up-to-date nu au împiedicat (auto)promovarea rapidă și prezența extinsă pe o scenă expozițională internă și externă, sporul de imagine în medii diverse.

Este de urmărit în continuare activitatea celor ce au alcătuit Rostopasca, grup descompus între timp. Din perspectiva studiului nostru, ne gândim acum la oscilarea lui Comănescu între o pictură neofigurativă care asamblează elemente neoexpresioniste cu unele neopop și piese video cu intervenții computerizate, dar și la inițiativa aceluiași, pur alternativa, care a dus la nasterea publicatiei-„parazit“ tura_bar; la lucrarile video si computer based ale lui Florin Tudor (Floe) si Mona Vatamanu; la pictura erotica si arta cu mesaj critic politic de actualitate a lui Gorzo.
- Timp de patru ani, Nicolae Comănescu a făcut parte, alături de Dumitru Gorzo, Alina Pențac, Angela Bontaș, Alina Buga, Florin Tudor și Mona Vatamanu din grupul artistic Rostopasca. Împreună cu membrii grupului Rostopasca, Comănescu a experimentat, pe langă pictură, și practicile artei alternative (diametral opuse ca tehnică ge-nurilor tradiționale), precum happening-ul, instalația, performance-ul, sau altele asemenea.
- În acest interval (din 1997 până în anul 2001), lucrările sale au circulat, fie alături de acelea ale lui Dumitru Gorzo si ale celorlalți membrii ai grupului Rostopasca, fie alături de ale multor altor artisti români sau străini, în expoziții prezentate publicului european (în Grecia, Germania, Italia, Anglia s.a.), cât celui american (din New York).
- Ulterior, după destrămarea grupului Rostopasca, Nicolae Comănescu a revenit, asemeni congenerului său Dumitru Gorzo, la mediul tradițional de exprimare al picturii, pe care a transformat-o însă, cu începere din anul 2006, într-o formă de artă contemporană, pe de-o parte prin intermediul folosirii cromaticii fauviste (caracterizată de contraste foarte puternice și culori țipătoare), sau al utilizarii unei tehnici combinatorii, care presupune amestecarea prafului de casă cu vopseaua aplicată pe pânză, de cealaltă parte.[10] Adina Zorzini

## Premii
- 2016 Premiul Revistei Arta pentru expoziția Ordeful, mezanplasul și harneala, din 2015
- 2005 Premiul Künstlerspecial_Siemens_artLab, Wien, Austria
- 2003 Premiul Giovane emergente europeo Trieste Contemporanea, Trieste, Italia
- 1999 Premiul pentru artiștii tineri al Fundației Artexpo, acordat pentru activitatea Grupului Rostopasca din 1998

## Aprecieri
Dacă ariditatea unei veri petrecute printre betoane bucureștene creează nostalgii nebănuite cuiva și substituie umezeala și noroiul ce ne bântuie de câteva luni, nu are decât să facă o vizită prelungită la Galeria 26 din Staicovici, Cotroceni până în ianuarie 2008.
Proiectul Picturi cu praf sau ce ne-a pregătit Nicolae Comănescu pentru colecția de iarnă a sezonului de artă contemporană este un manifest original și inconfundabil.
Pentru simplul motiv că aceste lucrări au ca “pigment” praful din spațiul privat al artistului și din cartierul în care locuiește, Berceni. Imaginile redate reprezintă vederi de la fereastra atelierului, spații virtuale ce sunt construite in flesh and blood din materia pe care o înmagazinează în fiecare zi din diverse surse străine.
În peisajele cu valoare documentară, atât din punct de vedere vizual, cât și biologic, apar binecunoscutele clișee etichetate drept made in epoca postcomunistă, adică rămășițe de uzine și furnale ce se desenează pe fundalul unor blocuri de 4-5 etaje, cu acoperișul plin de antene. Sau inevitabilele blocaje în trafic, figurate realist de către pictor: mașini bară la bară, mărci străine, asfalt cu probleme etc. Din tablouri aproape că lipsesc oamenii, dar absența le este justificată de către spațiile în care ei “locuiesc” : grădina, “în spatele blocului”, lângă ficusul din sufragerie, printre plantele de pe balcon etc. Simona Vilău
Câte fire de nisip există în Univers?? Aceasta era întrebarea-cliche din emisiunile de știință folosită ca să ne familiarizeze (sic!) cu infinitul. Ei bine Comănescu le-a numărat și adunat, și au rezultat vreo 25 de tablouri în care filmele bune americane ne cheamă pe plaje aberante, din cele pe care numai în momentele de euforie maladiv ni le închipuim.
Galioanele din planul secund sunt din sec 17 (atunci când pirații miroseau a lemn ud- sărat-acru) iar în prim plan, blonde ignorante inodore și suferind de anosmie, invită marinarii cu palarie la un moment de relaxare.
Criza vârstei de mijloc camuflată în motive istorice, manipulare evidentă.
(?Spending your mid-life crisis on the beach!?)
Comănescu se salvează și ne recucerește încrederea prin contrastele inteligent dirijate, deliciul papilelor noastre umorale (de la umor), și reușește inventarea unei lumi- fantasia în fiecare din tablourile lui foarte colorate.
Un prieten îmi spunea, ușor deranjat de abruptul oranjului, ca ar fi bine să le acoperim cu un calc, de frica sperieturii ochiului sensibil de secol 21. și apoi ce caută frunze printre taxiuri galbere de NYC? Dar oare nu-i asta fantasma consumeristului hiper urbanizat din noi: o frunză lat-lungită care să ne invăluie ca pe o sarma și să ne dea viață?
Comănescu iși arată sieși și noua ca a fi zen nu inseamnă să stai pe nori bleu-culotte ci, dimpotrivă, pe cele mai kitchioase și scumpe plapumi din lumea creată chiar de el, pe gratis. Andreiana Mihail
- Nicolae Comănescu nu șterge praful.

El pictează cu praf bucureștean o noua fațadă.
Praful se așterne peste tot - pe tine, pe mobile, pe pervaz, pe ficusul din cameră, pe calculator și pe capota mașinii.
Degeaba îl ștergi. Cu cât se lucrează mai mult în oraș cu atât se strânge mai mult.
Se sapă acum în cautare de praf nou. Practic praful bucureștiul e pilitura vie a acestui oraș. Fragmente din tot ce există în jur se strâng laolalta. O pulbere compusă din pămât, nisip, sticlă, scame, celule de piele moartă, acarieni, și multe alte particule pierdute și spulberate în jur.
Praful ajunge peste tot și poate el este componenta de bază a Bucureștiului. Proveniența lui este dublă. Provine din marea Câmpie a Bărăganului, dovadă a eroziunii pământului și deșertificării. Dar provine și din transeele santierelor care pustiesc maruntaiele capitalei. Blocurile, străzile, acoperișurile sale nu mai sunt privite printr-o peliculă sepia care să îi confere o prețiozitate falsă.
Nicolae Comănescu reușește să redea identitatea unui București canicular prin care bate Simun-ul la Nord de Sahara. Un București pe care nu îl poți vedea decât cu praf în ochi de pe acoperisul blocului tău. Au dispărut mirajele marelui oraș, crescute în acest Las Vegas din pustiul Sudului, luminat de cazinouri noaptea. In urmă a rămas o metropolă care iți scrânșneste printre dinți.
Nicolae Comanescu nu șterge praful, text de Ștefan Tiron, Galeria 26/OTA picturi cu praf de Berceni, 28 noiembrie 2007 .
- Dust 2.0 Nicolae Comănescu

Aceste lucrări sunt adevarate portrete ale Bercenilor, deoarece sunt produse cu praful specific și neaoș al acestui cartier prăfuit din prăfoasa capitală a României.
Dacă a existat vreodată ceva care să dureze mult mai mult decât alte lucruri, atunci acel ceva trebuie că este praful Bucureștiului. Multă vreme după ce orașul se va fi transformat în praf și pulbere (cu voia Domnului într-un viitor foarte îndepartat), se va mai găsi încă praful pentru a depune marturie pentru acest mare oraș.
Bercenii lui Nicolae Comănescu sunt foarte realul cartier Berceni unde puteți ajunge cu Magistrala 2 Metro până la Piața Sudului, sau cu faimosul tramvai 34 de la Gara de Nord (nu aș recomanda ruta asta deoarece v-ar lua o veșnicie să ajungeți acolo).
Blocurile de apartamente arată la fel ca nenumaratele blocuri ridicate de foștii conducatori ai trecutului comunist recent, dar imaginile lor fixate în praf sunt diferite.
Și sunt diferite deoarece praful imaginii le este familiar, e un praf care vine din cărămizile și mortarul lor, și din zugrăveala cojită și cazută, și din prăfuitele străzi, alei și zone verzi din apropiere. Tristețea metafizică a neiubitelor blocuri de apartamente străbate imaginea fixată în praf mai mult decât dintr-o fotografie.
In timp ce o poză păstrează imaginea (semi)perfectă a clădirii, ea este creată din impresia lăsată de lumina pe o suprafața fotosensibilă. Iar lumina este întotdeauna curată. Picturile din praf ale lui Comănescu sunt facute din materie primordială, din ceva ce se trasnformă în nămol și noroi cu un minim de ploaie.
Mihai Râșnoveanu, Dust 2.0 Nicolae Comănescu, Galeria 26/OTA, Miercuri, 28 noiembrie 2007
- „3 în 1: Muștar, Cenușă și Noroi”

Timpul și spațiul îsi aservesc puterea orașului, opunând ceea ce este stabil, vitezei și mișcării sau dimpotrivă „scurtcircuitând dimensiunile întinderii în intensități, pe cele ale extensiunii și intesiunii în emoții și sentimente, construind tridimensionalitatea orașului în linii de forță și în stări afective, în suprafețe de înscriere și descriere", în insule și planuri estetice, fluide, maleabile datorită forței și presiunii evenimentelor de fiecare dată unice.
Temporalitatea și spațialitatea orașului sînt un înveliș al urbanului ce se reglează din interior, prin combinații complexe ale subiectivităților. Forme, mirosuri, sunete, culori, sentimente se înlănțuie formând un discurs continuu, precum o gură imensă a orașului, pe care dacă ai avea vreme să o asculți, aproape că te-ai auzi cum contribui la manifestul ordinar al urbanității.
Munca lui Nicolae Comănescu în orașul București se identifică uneori cu surprinderea ordinarului și a mecanismelor lui. Intră în urbanitate prin câteva porți numai de el cunoscute și strânge dovezi și ramașițe ale limbajului urban pe care le recombină prin aparatul propriu de subiectivare.
Muștar, cenușă, noroi. Iată câteva dintre produsele urbanității la care suntem cu toții angajați și pe care Comănescu le colectează întrerupându-le circuitul natural pentru a le redistribui și conserva într-o dedublare plastică a orașului.
În expoziția „3 în 1: Muștar, Cenușă și Noroi” care are loc la „Galeria 26” artistul se folosește de efectele cromatice ale celor trei componente pentru a realiza serii de peisaje urbane ale Bucureștiului contemporan.
Dezvoltând un plan compozițional ce debordeză spațiul pânzei, N.C. construiește un discurs pictural folosind materiale deja consumate (moarte) extrase din acțiuni ale cotidianului bucureștean, încercând astfel să redea într-o manieră hilară și tristă imaginea Bucurestiului. Noroiul, muștarul și cenușa reprezintă contingența urbană, 3 în 1 de Bucuresti. Compoziție solidară, ironică și frustră a Bucureștiului.
- „3 în 1: Muștar, Cenușă și Noroi”, Adrian Bojenoiu, Galeria 26, 2009, București;

“Nicolae Comănescu este un ciob al orașului, un punct al fractalității lui prin care discursul despre oraș deschide o scenă, o poveste despre ceea ce se petrece atunci când ești infestat imaginar de urban și nu de o urbanitate oarecare, ci una locală, cu implicații și încărcături specifice. Artistul decupeză tridimensionalitatea orașului în linii de forță și stări afective, în suprafețe de înscriere și de descriere,
fără ca acestea să fie geometrice sau geografice ci mai degrabă suprafețe afective sau planuri de compoziție în care joacă personaje ce poartă sentimente formate în teritoriul autohton. Un personaj cu pălărie se deplasează spre „Casa Poporului” mânuind un windsurf, același personaj cu pălărie joacă golf, se plimbă în „truckers paradise”, înoată printre galioane de secol XVI sau îndeasă o lingură în gură, taxiuri newyork-eze se plimbă în decoruri cu iz de București american, oglinzi retrovizoare reflectă realități distorsionate, doritori de verde sunt prinși în urban, piloți de motocicletă traversează peisaje de van Gogh, frunze din spatele cărora descoperi o metropolă, zile în care se scapă autobuzul, acțiuni ale culorii mov sau verde, personaje-culori, culori din praf, peisaje din praf, muștar, pământ, scrum.” - Adrian Bojenoiu.
- Praf de fluturi:„Nicolae Comănescu a produs, în perioada fondării grupului Rostopasca, cea mai provocatoare și influentă lucrare de artă (în fapt, un ciclu de lucrări cu același titlu) de la sfîrșitul anilor 90. Este vorba despre seria de picturi Zgîții mă-tii dă fluture, moment remarcabil în schimbarea de registru iconografic, plastic și deontologic al artei tinere din România. Lucrările din această serie au fost realizate în devălmășie de membrii grupului Rostopasca și de colaboratorii acestora, fiecare artist punîndu-și marca proprie pe o bucățică sau alta din acest ansamblu propus de către Nicolae Comănescu. (...) Această serie de tablouri a marcat punctul de plecare al unei arte inconfortabile, a provocării perpetue.
- Deși tipic citadin, Nicolae Comănescu, spre deosebire de mulți dintre congenerii săi, atrași de zonele multimedia, nu a părăsit niciodată teritoriul tradițional (văzut adesea drept învechit) al picturii. El și-a continuat opera de destructurare a reperelor majore ale picturii în chiar teriroriul tabloului. Ruperile de ritm la nivel iconografic, plastic și etic, au fost urmate de diversiuni tehnice, precum recenta „implementare” a prafului și a muștarului printre materiile și materialele de lucru artistice. Tablourile sale își continuă astfel opera de subminare a picturii din toate unghiurile, readucînd mereu în discuție, și readucînd astfel mereu la viață, un medium artistic tradițional.” [17] Erwin Kessler

## Lucrări în muzee
- Muzeul Național de Artă Contemporană, București[18]
- Muzeul de Artă Recentă, București